# Філонов Володимир Петрович

Науковець Володимир Філонов

Філонов Володимир Петрович 22 лютого, 1941, Макіївка — 16 квітня, 2010, Донецьк. Кандидат юридичних наук. професор. Заслужений юрист України.

## Освіта
У 1966 році закінчив юридичний факультет Ростовського державного університету.

## Кар'єра в ОВС
В органах внутрішніх справ з 1961 року. Працював: опер — уповноваженим, слідчим, начальником слідчого відділу УВС м. Макіївки Донецької обл. — 1961—1982 рр., начальник Донецького відділення Київської вищої школи МВС (потім — Укр. акад. внутр. справ) — 1982—1993 рр. Перший проректор Донецького інституту внутрішніх справ(потім — ДЮІ МВС України) — 1993—2010 рр..
Наукові ступені та звання: У 1978 році в Москві захистив кандидатську дисертацію на присвоєння наукового ступеня кандидата юридичних наук у Всесоюзному інституті з вивчення причин та розробки заходів попередження злочинності, за спеціальністю 12.00.08.
У 1990 р. отримав атестат доцента.

## Нагороди
У 1996 році В. П. Філонову присвоєно вчене звання «професор»
5 листопада 1991 року Указом Президії Верховної Ради України йому, одному з перших, було присвоєно почесне звання «Заслужений юрист України». У 2000 році відзначений нагородою «Відмінник освіти України».
Володимир Петрович неодноразово обирався депутатом міських рад Донецька та Макіївки, був головою депутатських комісій з соціалістичної законності та охорони громадського порядку у цих радах, він мав вісім урядових нагород, почесне звання «Заслужений працівник МВС СРСР». Був лауреатом конкурсів на найкращі юридичні видання (1998, 1999, 2000 рр.), нагороджений дипломом Ради юристів України за перший підручник в Україні з курсу кримінології та профілактики злочинів.
За підсумками 1999 року В. П. Філонов став лауреатом Всеукраїнського конкурсу на найкраще професійне досягнення «Юрист року» за номінацією «Юрист — працівник органів МВС України».

## Напрями наукової діяльності
Основним напрямком його наукової діяльності була кримінологія, окрім цього він досліджував: соціальне управління, пов'язане з етнополітологією, етнодержавознавством, національною конфліктологією, державним управлінням, регіоналізмом та системою боротьби з господарськими злочинами.

### Напрями кримінологічного дослідження
У 1990-ті роки у межах дослідження причин і умов злочинності автор окрему увагу приділяв дослідженню основних ознак особи злочинця а також окремих проблем віктимології і суїциду. У 1996 році в одній із своїх праць (причини злочинності) В. П. Філонов широко репрезентував спосіб використання методу кримінологічного планування і прогнозування протидії злочинності. Крім того у тій же роботі він навів приклад використання методу кримінологічного моніторингу. В рамках регіонального кримінологічного дослідження В. П. Філонов проаналізував нормативні акти МВС і використав поточний та комплексний аналіз для побудови кримінологічної моделі стану злочинності в місті. У 99 році продовжуючи розвивати регіональний напрям кримінологічних досліджень В. П. Філонов використовуючи метод кримінологічного моніторингу з конструював кримінологічну модель динаміки насильницької корисливої злочинності в до індустріальній та індустріальній урбаністичних системах

## Авторство
В. П. Філонов був автором понад 100 наукових праць, зокрема підручників і монографій:
- «Світова та вітчизняна етнодержавницька думка» (К.- Донецьк, Ін-т держави і права НАН України — Донецьк Ін-т внутр. справ, 1997, співав.; 16,8 д.а),
- «Націоналізм як суспільний феномен» (К.- Донецьк, Ін-т держави і права НАН України — Донецьк Ін-т внутр. справ, 1997, співав.; 23,8 д.а)
- «Історико-політичні уроки української державності»(К.- Донецьк, Ін-т держави і права НАН України — Донецьк Ін-т внутр. справ, 1997, співав.; 30,0 д.а)
- «Нація та держава» (К.- Донецьк, Ін-т держави і права НАН України — Донецьк Ін-т внутр. справ, 1997, співав.; 30,0 д.а)
- — «Боротьба с господарськими злочинами» (К.- Донецьк, Ін-т держави і права НАН України — Донецьк Ін-т внутр. справ, 1997, співав.; 10,0 д.а)
- «Хозяйственные преступления» (К.- Донецьк, — Донецьк Ін-т внутр. справ, 1997, співав.; 30,0 д.а)
- «Криминология» (К. — Донецьк, Нац. акад. внутр. справ Ін-т держави і права НАН України — Донецьк Ін-т внутр. справ, 1997, співав.; 25,0 д.а)
- «Курс лекций по криминологии и профилактике преступности» (К.- — Донецьк Ін-т внутр. справ, 1997, співав.; 32,0 д.а)
- «Криминология и профилактика преступности» (К.- Донецьк, Ін-т держави і права НАН України — Донецьк Ін-т внутр. справ, 1994, співав.; 20,0 д.а)
- «Учебно-методическое пособие по криминологии и профилактике преступности»(Донецьк, Донец. Ін-т внутр. справ, 1996, співав.; 20,0 д.а)
- «Причины преступности»(Донецьк, Донец. Ін-т внутр. справ, 1996, співав.; 10,0 д.а)
- «Актуальные проблемы современной криминологии» (Донецьк, Донец. Ін-т внутр. справ, 1997, співав.; 15,0 д.а)
- «Рецидивная преступность в структуре преступности крупного промышленного города» (Ростов-на-Дону, Ростов держ. ун-т 1974; 8 д.а)
- «Наркомания — опасное социальное зло» (Донецьк, 1987 — 5 д.а)

### Курси
«Кримінальне право», «Кримінологія», «Попередження злочинності», «Основи етнополітології», «Основи етнодержавознавства», «Господарськи злочини»

## Членство
Філонов В. П. був членом Спілки юристів-кримінологів України, Київського та Донецького центрів, членом Асоціації українських правознавців, членом Асоціації кримінологів України, членом Академії правових наук, членом спеціалізованої Вченої ради Харківського університету МВС України, заступником голови Вченої ради Донецького інституту внутрішніх справ (нині Донецький юридичний інститут).